# Estación de Santa Eulália
La Estación Ferroviaria de Santa Eulália, igualmente conocida como Estación de Santa-Eulália, es una estación de ferrocarriles de la Línea del Este, que sirve a la localidad de Santa Eulália, en el Distrito de Portalegre, en Portugal.

## Descripción

### Localización
La estación tiene acceso por la Ruta Nacional 246, junto a la localidad de Santa Eulália.

### Vías de circulación y plataformas
En enero de 2011, contaba con dos vías de circulación, ambas con 370 metros de longitud, y dos plataformas, que tenían 25 y 30 centímetros de altura, y ambas 101 metros de extensión.

## Historia
Esta plataforma se encuentra en el tramo entre Crato y Elvas de la Línea del Este, que abrió a la explotación el 4 de julio de 1863, por la Compañía Real de los Caminhos de Ferro Portugueses.